# Wiggle High5
El Wiggle High5 (código UCI: WHT) fue un equipo ciclista femenino del Reino Unido de categoría UCI Women's Team, máxima categoría femenina del ciclismo en ruta a nivel mundial. Al no encontrar un patrocinador el equipo desapareció a finales de la temporada 2018.

## Historia
Se creó en 2013 debido al interés de la ciclista australiana Rochelle Gilmore en crear un potente equipo ciclista femenino. Este contó con el apoyo de la fundación Bradley Wiggins y la federación británica de ciclismo y los patrocinios principales de la prestigiosa marca nipona de automóviles Honda y poco después de la empresa británica de venta de material deportivo por internet Wiggle que se convirtió en patrocinador principal. Rochelle corrió anteriormente en el Lotto Honda Team (2011) y en el Faren-Honda Team (2012) consiguiendo que Honda se uniese a su nuevo proyecto. Debido a la colaboración de la federación británica de ciclismo en este equipo han corrido las pistards británicas Elinor Barker, Danielle King, Amy Roberts, Joanna Rowsell y Laura Trott. En 2016 entró un nuevo patrocinador secundario, la marca de nutrición deportiva High5, desplazando a Honda del nombre del equipo; aun así Honda siguió siendo uno de los patrocinadores principales del equipo.
Aunque en principio el proyecto iba a ser principalmente anglosajón, a imitación del Team Sky, pronto debido a los intereses comerciales de sus patrocinadores principales el equipo se internacionalizó fichando a las mejores corredoras de distintos países -10 campeonas nacionales en 2016- convirtiéndose así en uno de los mejores equipos a nivel mundial. Debido a esa internacionalización destaca el hecho de que no haya inscrito a ninguna británica en todas las ediciones del Giro de Italia Femenino en las que ha participado.
Finalmente al terminar la temporada 2018, el equipo no pudo encontrar un nuevo patrocinador para la temporada 2019 y por problemas financieros el equipo desapareció.

## Material ciclista
El equipo utilizaba bicicletas Colnago. Anteriormente, en 2013, usó Pinarello. Los componentes eran de la marca Campagnolo y Look Cycle.

## Sede
Aunque su sede deportiva estaba en Bélgica las tareas administrativas del equipo las gestionaba directamente Rochelle Gilmore en Italia (CPM 72, Ufficio Postale 38054, Fiera di Primiero).

## Clasificaciones UCI
La Unión Ciclista Internacional elabora el Ranking UCI de clasificación de los ciclistas y equipos profesionales. La clasificación del equipo y de su ciclista más destacada son las siguientes:
| Año  | Clasificación por equipos | Mejor corredora en la clasificación individual | Posición |
| 2013 | 5.º                       | Giorgia Bronzini                               | 3.ª      |
| 2014 | 7.º                       | Giorgia Bronzini                               | 3.ª      |
| 2015 | 3.º                       | Jolien D'Hoore                                 | 3.ª      |
| 2016 | 3.º                       | Jolien D'Hoore                                 | 3.ª      |
| 2017 | 3.º                       | Emma Johansson                                 | 3.ª      |

La Unión Ciclista Internacional también elabora el ranking de la Copa del Mundo de Ciclismo femenina de clasificación de los ciclistas y equipos profesionales en estas pruebas de un día. Desde 2016 fue sustituido por el UCI WorldTour Femenino en el que se incluyeron algunas pruebas por etapas. La clasificación del equipo y de su ciclista más destacada son las siguientes:
| Año  | Clasificación por equipos | Mejor corredora en la clasificación individual | Posición |
| 2013 | 7.º                       | Giorgia Bronzini                               | 9.ª      |
| 2014 | 8.º                       | Giorgia Bronzini                               | 10.ª     |
| 2015 | 2.º                       | Jolien D'Hoore                                 | 3.ª      |
| 2016 | 2.º                       | Elisa Longo Borghini                           | 5.ª      |

## Palmarés
Para años anteriores véase: Palmarés del Wiggle High5.

### Palmarés 2018

#### UCI WorldTour 2018
| Fechas      | Carreras                                   | Ganadora     |
| 28 de abril | 3.ª etapa del Tour de la Isla de Chongming | Kirsten Wild |
| 7 de julio  | 2.ª etapa del Giro de Italia Femenino      | Kirsten Wild |
| 28 de julio | RideLondon Classique                       | Kirsten Wild |

#### Calendario UCI Femenino 2018
| Fechas      | Carreras                                     | Ganadora          |
| 11 de enero | 1.ª etapa del Santos Women's Tour            | Annette Edmondson |
| 6 de abril  | 3.ªa etapa del Healthy Ageing Tour           | Kirsten Wild      |
| 26 de abril | 1.ª etapa de la Gracia-Orlová                | Emilia Fahlin     |
| 27 de abril | 2.ª etapa de la Gracia-Orlová                | Emilia Fahlin     |
| 28 de abril | 4.ª etapa de la Gracia-Orlová                | Emilia Fahlin     |
| 29 de abril | Gracia-Orlová                                | Emilia Fahlin     |
| 3 de mayo   | 1.ª etapa del Tour de Yorkshire Women's Race | Kirsten Wild      |
| 31 de mayo  | 4.ª etapa del Tour de Turingia femenino      | Lisa Brennauer    |
| 3 de junio  | Tour de Turingia femenino                    | Lisa Brennauer    |
| 19 de julio | Prólogo del BeNe Ladies Tour (CRI)           | Katie Archibald   |

#### Campeonatos nacionales
| Fechas      | Carreras                                  | Ganadora       |
| 17 de junio | Campeonato de Japón Contrarreloj (CRI)    | Eri Yonamine   |
| 22 de junio | Campeonato de Japón en Ruta               | Eri Yonamine   |
| 23 de junio | Campeonato de Suecia en Ruta              | Emilia Fahlin  |
| 28 de junio | Campeonato de Francia Contrarreloj (CRI)  | Audrey Cordon  |
| 29 de junio | Campeonato de Alemania Contrarreloj (CRI) | Lisa Brennauer |

## Plantillas
Para años anteriores, véase Plantillas del Wiggle High5

### Plantilla 2018
| Integrantes del equipo 2018      | Integrantes del equipo 2018 | Integrantes del equipo 2018               | Integrantes del equipo 2018 |
| Corredor                         | Fecha de nacimiento         | Equipo previo                             |                             |
| -------------------------------- | --------------------------- | ----------------------------------------- | --------------------------- |
| Katie Archibald                  | 12 de marzo de 1994         | Team WNT (2017)                           |                             |
| Rachele Barbieri                 | 21 de febrero de 1997       | Cylance (2017)                            |                             |
| Elinor Barker                    | 7 de septiembre de 1994     | Breeze (2017)                             |                             |
| Lisa Brennauer                   | 8 de junio de 1988          | Canyon-SRAM Racing (2017)                 |                             |
| Audrey Cordon-Ragot              | 22 de septiembre de 1989    | Hitec Products (2014)                     |                             |
| Amy Cure                         | 31 de diciembre de 1992     | Lotto Soudal Ladies (2015)                |                             |
| Annette Edmondson                | 12 de diciembre de 1991     | Orica-AIS (2014)                          |                             |
| Emilia Fahlin                    | 24 de octubre de 1988       | Alé Cipollini (2016)                      |                             |
| Lucy Garner                      | 20 de septiembre de 1994    | Liv-Plantur (2015)                        |                             |
| Grace Garner                     | 19 de junio de 1997         | Podium Ambition-Club La Santa (2016)      |                             |
| Julie Leth                       | 13 de julio de 1992         | Hitec Products (2016)                     |                             |
| Elisa Longo Borghini             | 10 de diciembre de 1991     | Hitec Products (2014)                     |                             |
| Martina Ritter                   | 23 de septiembre de 1982    | Drops (2017)                              |                             |
| Macey Stewart                    | 16 de enero de 1996         | Orica-AIS (2016)                          |                             |
| Kirsten Wild                     | 15 de octubre de 1982       | Cylance (2017)                            |                             |
| Eri Yonamine                     | 25 de abril de 1991         | FDJ-Nouvelle Aquitaine-Futuroscope (2017) |                             |
| Grace Brown (1 de may–31 de dic) | 7 de julio de 1992          | Holden Team Gusto racing (2018)           |                             |
|                                  |                             |                                           |                             |
| Fuente: Cycling Archives         |                             |                                           |                             |

## Ciclistas destacadas
| - Mara Abbott (2015-2016) - Charlotte Becker (2013 -2014) - Giorgia Bronzini (2013-2016) - Emily Collins (2013-2014) - Audrey Cordon (2015-2016) - Jolien D'Hoore (2015-2016) - Annette Edmondson (2015-2016) - Mayuko Hagiwara (2013-2016) | - Chloe Hosking (2015-2016) - Emma Johansson (2016) - Elisa Longo Borghini (2015-2016) - Joanna Rowsell (2013-2014) - Anna Sanchís (2014-2016) - Laura Trott (2013-2014) - Linda Villumsen (2013 -2014) |

- En este listado se encuentran las ciclistas que hayan conseguido alguna victoria para el equipo.